# Tetrapyrgos olivaceonigra
Tetrapyrgos olivaceonigra är en svampart som först beskrevs av E. Horak, och fick sitt nu gällande namn av E. Horak 1987. Tetrapyrgos olivaceonigra ingår i släktet Tetrapyrgos och familjen Marasmiaceae.   Inga underarter finns listade i Catalogue of Life.